# 2019년 브란덴부르크주 주의회 선거
2019년 브란덴부르크주 주의회 선거는 브란덴부르크주의 주의회 의원 88명을 선출하기 위해 2019년 9월 1일 진행됐다. 이 선거는 2019년 작센주 주의회 선거와 같은 날 진행됐으며, 투표율은 지난 선거보다 크게 증가한 61.3%를 기록했다. 독일을 위한 대안(AfD)은 득표율을 크게 올려 제2당 자리를 차지하게 됐다. 그러나 독일 사회민주당(SPD)은 득표율이 감소하기는 했지만, 당초 예상보다는 선전해 1위 자리를 AfD로부터 지켜냈다. 그 외에 독일 기독교민주연합(CDU)과 좌파당은 득표율이 크게 감소하면서 부진한 반면, 동맹 90/녹색당과 브란덴부르크 연합시민운동/자유 유권자(BVB/FW)은 득표율을 늘리면서 선전했다. 이 선거는 2017년 총선 이후 동독 지역에서 AfD의 영향력을 다시 평가할 잣대로 주목받았으며, 또 부진을 겪고 있는 SPD가 1위 자리를 차지하게 될지에 관심을 받았다.

## 선거 결과
| 정당                                  | 제1투표 | 제1투표 | 제1투표 | 제2투표 | 제2투표 | 제2투표 | 의석 |
| 정당                                  | #       | %       | 의석    | #       | %       | 의석    | 의석 |
| ------------------------------------- | ------- | ------- | ------- | ------- | ------- | ------- | ---- |
| 독일 사회민주당                       | 325,986 | 25.82   | 25      | 331,240 | 26.18   | -       | 25   |
| 독일을 위한 대안                      | 279,729 | 22.16   | 15      | 297,429 | 23.51   | 8       | 23   |
| 독일 기독교민주연합                   | 220,452 | 17.46   | 2       | 196,989 | 15.57   | 13      | 15   |
| 동맹 90/녹색당                        | 130,075 | 10.30   | 1       | 136,326 | 10.78   | 9       | 10   |
| 좌파당                                | 153,708 | 12.17   | -       | 135,572 | 10.72   | 10      | 10   |
| 브란덴부르크 연합시민운동/자유 유권자 | 90,963  | 7.19    | 1       | 63,879  | 5.05    | 4       | 5    |
|                                       |         |         |         |         |         |         |      |
| 자유민주당                            | 46,057  | 3.65    | -       | 51,604  | 4.08    | -       | -    |
| 인간환경동물보호당                    | -       | -       | -       | 32,945  | 2.60    | -       | -    |
| 독일 해적당                           | 1,084   | 0.09    | -       | 8,748   | 0.69    | -       | -    |
| 생태민주당                            | 350     | 0.03    | -       | 7,240   | 0.57    | -       | -    |
| 기타 정당                             | -       | -       | -       | 3,067   | 0.24    | -       | -    |